# Ramonchamp
 Ramonchamp  es una población y comuna francesa, en la región de Lorena, departamento de Vosgos, en el distrito de Épinal y cantón de Le Thillot.

## Demografía
| 1712 | 1751 | 2099 | 2076 | 1985 | 1912 |
| Para los censos de 1962 a 1999 la población legal corresponde a la población sin duplicidades (Fuente: INSEE [Consultar]) |      |      |      |      |      |